# La Chapelle-Saint-Géraud
La Chapelle-Saint-Géraud este o comună în departamentul Corrèze din centrul Franței. În 2009 avea o populație de 227 de locuitori.

## Evoluția populației
| An        | 1975 | 1982 | 1990 | 1999 | 2006 | 2009 |
| --------- | ---- | ---- | ---- | ---- | ---- | ---- |
| Populație | 276  | 249  | 219  | 225  | 219  | 227  |